# 윤철 (역도 선수)
윤철(1966년 2월 21일~)은 조선민주주의인민공화국의 역도 선수이다. 1992년 하계 올림픽에 조선민주주의인민공화국 대표 선수로 참가했으며, 1990년 아시안 게임에서 은메달을 획득했고, 1990년 세계 역도 선수권 대회에서 7위를 기록했다.